# Wander Luiz Bitencourt Junior
Wander Luiz Bitencourt Junior (* 30. Mai 1987 in Lamim), auch Wander Luiz genannt,  ist ein brasilianischer Fußballspieler.

## Karriere
Das Fußballspielen erlernte Wander Luiz in der Jugendmannschaft vom Vila Nova FC im brasilianischen Goiânia. Hier stand er bis 2010 unter Vertrag. Ende 2010 ging er nach Asien. Hier unterschrieb er in Thailand einen Vertrag beim Songkhla United FC. Der Verein spielte in der zweiten thailändischen Liga, der Thai Premier League Division 1. Nach der Hinrunde wechselte er zum Drittligisten Ratchaburi FC. Ende 2012 wurde er mit dem Klub aus Ratchaburi Meister der Regional League Division 2 in der Central/East–Region und stieg in die zweite Liga auf. Der Zweitligist Suphanburi FC aus Suphanburi lieh ihn die Saison 2012 aus. Als Vizemeister stieg er mit Suphanburi Ende 2012 in die erste Liga auf. 2013 verließ er Thailand und ging nach Kolumbien. Hier unterschrieb er Anfang Januar einen Vertrag bei América de Cali. Nach einer Saison ging er zum ebenfalls in Kolumbien beheimateten Atlético Huila. Nach nur einem Monat wurde der Vertrag Ende Januar 2014 wieder aufgelöst. Direkt im Anschluss zog es ihn in die Vereinigten Arabischen Emirate. Hier spielte er bis Ende Juli für den al-Fujairah SC in Fudschaira. Im August 2014 ging er wieder nach Asien. Der in Südkorea beheimatete Verein Ulsan Hyundai nahm ihn bis zum Ende der Saison unter Vertrag. Der Verein aus Ulsan spielte in der ersten Liga des Landes, der J1 League. 2015 kehrte er in seine Heimat zurück. Hier schoss er sich dem EC XV de Novembro an. Mitte 2015 nahm ihn sein ehemaliger Verein Ratchaburi FC, der mittlerweile in der ersten thailändischen Liga spielte, für den Rest des Jahres wieder unter Vertrag. Für den brasilianischen Verein Tombense FC spielte er von März 2016 bis Juni 2016. Das zweite Halbjahr spielte er in Malaysia für Kelantan FA in der ersten Liga, der Malaysia Super League. 2017 stand er für al-Raed auf dem Spielfeld. Der Verein aus Saudi-Arabien spielte in der ersten Liga des Landes, der Saudi Professional League. Nach Vertragsende in Buraida nahm ihn der malaiische Verein Perak FA unter Vertrag. Mit dem Verein aus Ipoh feierte er 2018 die Vizemeisterschaft und den Gewinn des Malaysia Cup. Im Endspiel besiegte man Terengganu FA im Elfmeterschießen. Vom 1. Juni 2019 bis 21. September 2020 war er vertrags- und vereinslos. Am 22. September 2020 unterschrieb er einen Vertrag beim Al-Mesaimeer SC in Katar.

## Erfolge
Ratchaburi FC
- Regional League Division 2 – Central/East: 2011  ▲

Suphanburi FC
- Thai Premier League Division 1: 2012 (Vizemeister)  ▲

Perak FA
- Perak FA: 2018 (Vizemeister)
- Malaysia Cup: 2018